# Saif Rashid (cầu thủ bóng đá, sinh 1991)
Saif Rashid (Arabic:سيف راشد) (sinh ngày 10 tháng 8 năm 1991) là một cầu thủ bóng đá người Các Tiểu vương quốc Ả Rập Thống nhất. Hiện tại anh thi đấu cho Al Jazira.